# Mustafa El Haddaoui
Mustafa El Haddaoui, vagy Mustapha El-Hadaoui (arabul: مصطفى الحداوي; Casablanca, 1961. július 28. –) marokkói labdarúgó-középpályás.
A marokkói válogatott tagjaként részt vett az 1984. évi nyári olimpiai játékokon, az 1986-os és az 1994-es labdarúgó-világbajnokságon.